# Aleksandros Kumunduros

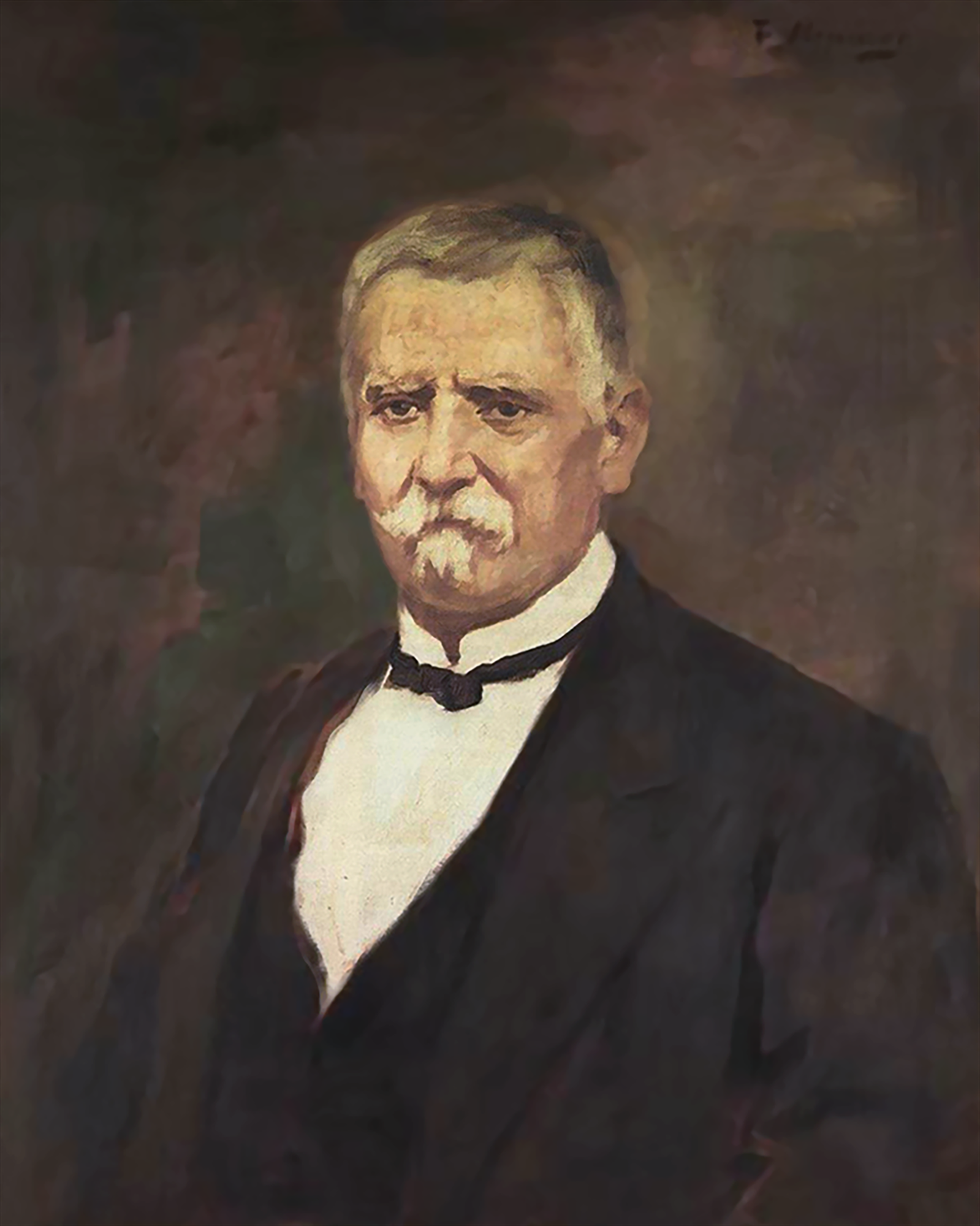
Aleksandros Kumunduros

Aleksandros Kumunduros (gr. Αλέξανδρος Κουμουνδούρος; ur. 4 lutego 1815 w Mani, zm. 26 lutego 1883 w Atenach) – grecki polityk. W latach 1855–1856 i 1875 był przewodniczącym Parlamentu Grecji.
Pełnił funkcję premiera dziesięciokrotnie (1865, 1865, 1866–1867, 1870–1871, 1875–1876, 1876–1877, 1877, 1878, 1878–1880, 1880–1882).